# Seznam banskobystrických biskupů

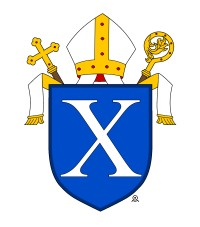
Znak banskobystrické diecéze

Toto je kompletní seznam sídelních biskupů diecéze banskobystrické.

## Seznam
1. František Berchtold (1776–1793)
2. Gabriel Zerdahelyi (1800–1813)
3. Anton Makay (1819–1823)
4. Jozef Belánsky (1823–1843)
5. Jozef Rudnyánszky (1844–1850)
6. Štefan Moyzes (1850–1869)
7. Zigmund Suppan (1870–1871)
8. Arnold Ipolyi-Stummer (1872–1886)
9. Imrich Bende (1886–1893)
10. Karol Rimely (1893–1904)
11. Wolfgang Radnai (1904–1920)
12. Marián Blaha (1920–1943)
13. Andrej Škrábik (1943–1950)
14. Jozef Feranec (1973–1990)
15. Rudolf Baláž (1990–2011)
16. Marián Chovanec (2012–)